# Preiningbach
Der Preiningbach ist ein linker Nebenfluss der Metnitz in den Metnitzer Bergen im Gemeindegebiet von Metnitz.
Er entspringt am Südostabhang des Preininger Kusters, bei den hintersten Höfen im Preiningtal. Der Bach fließt auf seinem ganzen Verlauf weitgehend gleichmäßig in Richtung Südsüdost und mündet gegenüber des Metnitzer Freibads in die Metnitz. Unmittelbar vor der Mündung wird der Bach von der Metnitztal-Landesstraße L62 überquert. Die Höfe im schmalen Preiningbachtal gehören zur Ortschaft Preining; die Häuser an der Mündung gehören zur Ortschaft Metnitz.